# وزارة الشؤون الخارجية والجالية الوطنية بالخارج (الجزائر)
وزارة الشؤون الخارجية هي الجهاز التنفيذي للسياسة الخارجية للحكومة الجزائرية التي تشرف على العلاقات الخارجية للجزائر.
تُعدّ وزارة الشؤون الخارجية الجزائرية البوّابة الرئيسية للجزائر على العالم. فهي الجهة الحكومية المسؤولة عن صياغة وتنفيذ السياسة الخارجية للبلاد، وتمثيل الجزائر في المحافل الدولية، وحماية مصالح الدولة الجزائرية ومواطنيها في الخارج.

## مقر وزارة الخارجية
يتربع المقر الجديد الواقع بهضبة العناصر على مساحة تقدر ب 69 736 متر مربع ويتكون من تسع عمارات محيطة بساحتين كبيرتين مع تهيئة داخلية تغطي مساحة 53 000 متر مربع، كما يضم قاعة «للأزمات» تقدر مساحتها ب 510 متر مربع

## تاريخ
ولدت الدبلوماسية الجزائرية حوالي عام 1952 عندما ذهب العديد من أعضاء حزب الشعب الجزائري وحركة انتصار الحريات الديمقراطية مثل حسين آيت أحمد وأحمد بن بلة المطلوبين من قبل السلطات الفرنسية إلى المنفى في القاهرة في أعقاب إنشاء جامعة الدول العربية من أجل نشر النضال الجزائري من أجل الاستقلال داخل المكتب المغاربي. ووفقًا للمؤرخ الأمريكي ماثيو كونيلي فإن حسين أيت أحمد هو من طور هذه الاستراتيجية.

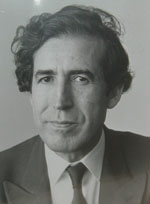
محمد سحنون من الشخصيات الدبلوماسية الجزائرية

بدأت الجزائر المستقلة في علاقاتها الخارجية في الستينيات، غير أنها بدأت في الظهور أكثر في فترة السبعينيات من خلال تدعيمها لسياسات العالم الثالث وحركات الاستقلال، وقد لعبت الدبلوماسية الجزائرية دورا ملحوظا في مفاوضات إطلاق سراح الرهائن الأمريكين المحتجزين في إيران في عام 1980، كما ساهمت في إنهاء الحرب العراقية الإيرانية، ومن تولي الرئيس الجزائري عبد العزيز بوتفليقة الحكم وهو يعمل على تنمية العلاقات الخارجية الجزائرية بكل دول العالم، في يوليو 2001، قام بوتفليقة بزيارة البيت الأبيض ليصبح أول رئيس جزائري يزور الولايات المتحدة الأمريكية منذ 16 عاما، وقام بزيارات رسمية لكل الدول الفاعلة ومعظم الدول العربية.
أفاد المعهد الأمريكي للسلام كارنيجي، أن الجزائر قد أنهت العزلة التي كانت تعرفها، في العشرية السوداء، وتم التأكيد على هذه الرؤية، استنادا على عودة السياسة الخارجية الجزائرية إلى دعامتين رئيستين هما«مشاركتها شريكاً أساسياً في الحرب العالمية ضد الإرهاب بعد هجمات 11 سبتمبر 2001، وتعاظم دورها في أفريقيا، ولاسيّما في جوارها القريب».
رصد تقرير مطول، أعدته الباحثة الزائرة في مركز كارنيغي للشرق الأوسط غانم يزبك، ونشر أول أمس، التطورات الحاصلة في الجزائر، وركزت بشكل أساسي على مسار المصالحة، والعمل الدبلوماسي، وعن هذا الأخير، كتبت الباحثة تحت عنوان فرعي«نهاية العزلة...إلى جانب الدور الذي اضطلع به في عملية إعادة الأوضاع إلى طبيعتها في الجزائر بعد العشرية السوداء أعاد عبد العزيز بوتفليقة أيضاً إحياء السياسة الخارجية للبلاد، فقد أنهى عزلة البلاد الدبلوماسية سنوات الإرهاب، عندما تم توجيه اللوم للنظام لإلغائه الانتخابات البرلمانية، وواجه حظراً على توريد الأسلحة فرضته، وأفاد التقرير، في موضع آخر» بسبب الهجمات التي تعرّضت إليها الولايات المتحدة، أصبحت الجزائر، بين ليلة وضحاها، شريكاً هامّاً في مكافحة الإرهاب، ونجحت الجزائر في منظمة الوحدة الأفريقية في الترويج لخطة تهدف إلى استبعاد المنظمة للأنظمة التي تسلّمت زمام السلطة عبر انقلابات، كما وظفت تجربتها الأخيرة في مكافحة الإرهاب للضغط باتجاه اعتماد اتفاقية منظمة الوحدة الأفريقية حول الإرهاب، وتوقف التحليل عند «مهندسي» السياسة الخارجية، وهما عبد القادر مساهل، ورمطان لعمامرة، وقالت عنهما«وفي مؤشّر على التوجه الذي اعتزم بوتفليقة تبنّيه، أنشأ مكتباً للشؤون الأفريقية والمغاربية في وزارة الخارجية في العام التالي، وعيّن مساهل، الصحافي السابق والسياسي المتخّصص في الشؤون الأفريقية، رئيساً له، وبالمثل، كان تعيين بوتفليقة لرمظان لعمامرة في سبتمبر 2013 وزيراً للخارجية، ذا دلالة في هذا الصدّد، فلعمامرة، الذي أطلقت عليه وسائل الإعلام لقب» سيد قارّة أفريقيا، دبلوماسي معروف«، وتناولت الدراسة، موقف الجزائر من القضايا الإقليمية كالوضع في تونس وليبيا ومالي، واختتمت الباحثة دراستها، بنظرة استشرافية، وذكرت» وفيما يتعلق بسياسة الجزائر الثابتة في عدم التدخّل، فهي قد تثير أيضاً مشاكل للبلاد، باعتبار أن المنطقة تتغير بسرعة كبيرة، وإذا ما أرادت الجزائر أن تكون عامل استقرار في منطقة غير مستقرّة للغاية، فسيتعين عليها أن تُعيد النظر في سياستها بعدم التدخّل في بلدان أخرى.

## مهامها
الدستور الجزائري الحالي 2008، مرورا بمقررات مؤتمر الصومام أغسطس 1956، مؤتمر طرابلس يونيو 1962، ميثاق الجزائر 1964، الميثاق الوطني 1976 ونسخته المعدلة عام 1986 ومختلف الدساتير، والدارس للوثائق المرجعية المشار إليها يصل إلى خلاصة مفادها، جملة من المبادئ الأساسية يمكن ذكر أهمها في الآتي:
- حق الشعوب في تقرير المصير والاستقلال
- حق الشعوب والأمم في السيطرة على مقدراتها وثرواتها الوطنية
- مبدأ عدم التدخل في الشؤون الداخلية للدول
- رفض استخدام القوة أو التهديد بها لحل النزاعات الدولية والاعتماد على الحلول السلمية بالطرق الدبلوماسية
- التأكيد على أهمية التعاون الدولي بكل أشكاله بصورة أكثر عدلا وتكافؤا.

## البعثات الدبلوماسية
يوجد للجزائر علاقات دبلوماسية مع أكثر من 100 دولة أجنبية ويوجد أكثر من 90 دولة لها سفراء لدى الجزائر.

## قائمة الوزراء
| الوزير | الوزير                 | الوزير                                                   | الحزب | الحزب                    | الحكومة | تواريخ العهدة | تواريخ العهدة |
| ------ | ---------------------- | -------------------------------------------------------- | ----- | ------------------------ | --- | ------------- | ------------- |
| 1      |                        | محمد الأمين دباغين                                       |       | حزب جبهة التحرير الوطني  | التشكيلة الأولى للحكومة الجزائرية المؤقتة                                                                                    | 1958          | 1960          |
| 2      |                        | كريم بلقاسم                                              |       | حزب جبهة التحرير الوطني  | التشكيلة الثانية للحكومة الجزائرية المؤقتة                                                                                   | 1960          | 1961          |
| 3      |                        | سعد دحلب                                                 |       | حزب جبهة التحرير الوطني  | التشكيلة الثالثة للحكومة الجزائرية المؤقتة                                                                                   | 1961          | 1962          |
| 4      |                        | محمد خميستي (السن عند تولي المنصب: 32 سنةً)               |       | حزب جبهة التحرير الوطني  | حكومة بن بلة الأولى (أول حكومة في عهد الجزائر المستقلة)                                                                      | 1962          | 1963          |
| 5      |                        | عبد العزيز بوتفليقة (السن عند تولي المنصب: 26 سنةً)       |       | حزب جبهة التحرير الوطني  | حكومة بن بلة الأولى حكومة بن بلة الثانية حكومة بن بلة الثالثة حكومة بومدين الثانية حكومة بومدين الثالثة حكومة بومدين الرابعة | 4 سبتمبر 1963 | 8 مارس 1979   |
| 6      |                        | محمد الصديق بن يحيى (السن عند تولي المنصب: 47 سنةً)       |       | حزب جبهة التحرير الوطني  | حكومة عبد الغاني الأولى حكومة عبد الغاني الثانية حكومة عبد الغاني الثالثة                                                    | 1979          | 1982          |
| 7      |                        | أحمد طالب الإبراهيمي (السن عند تولي المنصب: 52 سنةً)      |       | حزب جبهة التحرير الوطني  | حكومة الإبراهيمي الأولى حكومة الإبراهيمي الثانية                                                                             | 1982          | 1988          |
| 8      |                        | بوعلام بسايح (السن عند تولي المنصب: 58 سنةً)              |       | حزب جبهة التحرير الوطني  | حكومة مرباح | 1988          | 1989          |
| 9      | ملف:سيد أحمد غزالي.png | سيد أحمد غزالي (السن عند تولي المنصب: 52 سنةً)            |       | حزب جبهة التحرير الوطني  | حكومة حمروش الأولى حكومة حمروش الثانية                                                                                       | 1989          | 1991          |
| 10     |                        | الأخضر الإبراهيمي (السن عند تولي المنصب: 57 سنةً)         |       | حزب جبهة التحرير الوطني  | حكومة غزالي الأولى حكومة غزالي الثانية حكومة غزالي الثالثة حكومة عبد السلام                                                  | 1991          | 1993          |
| 11     |                        | رضا مالك (السن عند تولي المنصب: 62 سنةً)                  |       | حزب جبهة التحرير الوطني  | حكومة عبد السلام | 3 فبراير 1993 | 21 أغسطس 1993 |
| 12     |                        | محمد صالح دمبري (السن عند تولي المنصب: 55 سنةً)           |       | حزب جبهة التحرير الوطني  | حكومة مالك حكومة سيفي الأولى حكومة سيفي الثانية                                                                              | 1993          | 1996          |
| 13     |                        | أحمد عطاف (السن عند تولي المنصب: 43 سنةً)                 |       | حزب جبهة التحرير الوطني  | حكومة أويحيى الأولى حكومة أويحيى الثانية حكومة حمداني                                                                        | 1996          | 1999          |
| 14     |                        | يوسف يوسفي (السن عند تولي المنصب: 58 سنةً)                |       | التجمع الوطني الديمقراطي | حكومة بن بيتور | 1999          | 2000          |
| 15     |                        | عبد العزيز بلخادم (السن عند تولي المنصب: 55 سنةً)         |       | حزب جبهة التحرير الوطني  | 15 | 2000          | 2005          |
| 16     |                        | محمد بجاوي (السن عند تولي المنصب: 76 سنةً)                |       | حزب جبهة التحرير الوطني  | حكومة أويحيى الخامسة | 2005          | 2007          |
| 17     |                        | مراد مدلسي (السن عند تولي المنصب: 64 سنةً)                |       | حزب جبهة التحرير الوطني  | حكومة سلال الأولى | 2007          | 2013          |
| 18     |                        | رمطان لعمامرة (السن عند تولي المنصب: 61 سنةً)             |       | حزب جبهة التحرير الوطني  | حكومة سلال الثانية حكومة سلال الثالثة حكومة سلال الرابعة حكومة سلال الخامسة                                                  | 2013          | 2017          |
| 19     |                        | عبد القادر مساهل (السن عند تولي المنصب: 68 سنةً)          |       | حزب جبهة التحرير الوطني  | حكومة تبون حكومة أويحيى العاشرة                                                                                              | 2017          | 2019          |
| 20     |                        | رمطان لعمامرة (السن عند تولي المنصب: 67 سنةً)             |       | حزب جبهة التحرير الوطني  | حكومة بدوي | 11 مارس 2019  | 31 مارس 2019  |
| 21     |                        | صابري بوقادوم (السن عند تولي المنصب: 61 سنةً)             |       |                          | حكومة بدوي حكومة جراد الأولى حكومة جراد الثانية حكومة جراد الثالثة                                                           | 31 مارس 2019  | 30 جوان 2021  |
| 22     |                        | رمطان لعمامرة (السن عند تولي المنصب: 69 سنةً)             |       | حزب جبهة التحرير الوطني  | حكومة بن عبد الرحمان | 7 يوليو 2021  | 16 مارس 2023  |
| 23     |                        | أحمد عطاف (السن عند تولي المنصب: 69 سنةً و8 أشهرٍ و6 أيامٍ) |       | حزب جبهة التحرير الوطني  | حكومة بن عبد الرحمان الثانية                                                                                                 | 16 مارس 2023  | حتى الآن      |
|        |                        |                                                          |       |                          | |               |               |

## وصلات خارجية
- موقع وزارة الشؤون الخارجية الجزائرية
- قناة وزارة الشؤون الخارجية الجزائرية على موقع يوتيوب